# Arsenian srebra
Arsenian srebra, nazwa Stocka: arsenian(V) srebra(I), Ag
3AsO
4 – nieorganiczny związek chemiczny z grupy arsenianów, sól kwasu arsenowego i srebra na I stopniu utlenienia wykorzystywany w analizie jakościowej do wykrywania arsenu i srebra.
Arsenian srebra strąca się w postaci czekoladowo-brunatnego osadu z obojętnych roztworów zawierających jony arsenianowe po dodaniu jonów srebra (najczęściej azotanu srebra):
3Ag+
 + AsO3−
4 → Ag
3AsO
4↓ (Kso = 1,03×10−22)
W tych samych warunkach podobne aniony AsO3−
3 i PO3−
4 strącają się w postaci żółtych osadów arseninu srebra (Ag
3AsO
3) i fosforanu srebra (Ag
3PO
4).
Arsenian srebra jest rozpuszczalny w kwasie azotowym i amoniaku:
Ag
3AsO
4 + 6NH
3 → 3Ag(NH
3)+
2 + AsO3−
4